# تاينا مولر
تاينا مولر (بالبرتغالية: Tainá Müller‏) (من مواليد 1 يونيو 1982) هي ممثلة وعارضة برازيلية. الأخت الكبرى بين ثلاث شقيقات، الممثلة تايور مولر وتيتي مولر.

## روابط خارجية
- تاينا مولر على موقع IMDb (الإنجليزية)
- تاينا مولر على موقع ألو سيني (الفرنسية)
- تاينا مولر على موقع أول موفي (الإنجليزية)
- تاينا مولر على موقع قاعدة بيانات الفيلم (الإنجليزية)
- تاينا مولر على موقع كينوبويسك (الروسية)

- Tainá Müller في قاعدة بيانات الأفلام على الإنترنت
- tainamuller على تويتر.